# Richard Terpstra
Richard Terpstra (Ermelo, 29 januari 1982) is een voormalig Nederlands profvoetballer die drie seizoenen onder contract stond bij Vitesse en daarin tot twee wedstrijden kwam. Sinds 2003 speelt Terpstra voor de Ermelose amateurclub DVS '33.

## Carrière
| seizoen | club    | competitie | wed. | goals |
| ------- | ------- | ---------- | ---- | ----- |
| 2000/01 | Vitesse | Eredivisie | 1    | 0     |
| 2001/02 | Vitesse | Eredivisie | 0    | 0     |
| 2002/03 | Vitesse | Eredivisie | 1    | 0     |